# Серемо (озеро, Осташковский городской округ)
Серемо — озеро в Осташковском городском округе Тверской области России.
В озеро впадает река Черёмуха и протока из озера Глубокого, вытекает протока Княжа, соединяющая его с заливом Владышно озера Селигер. 
На северном берегу озера расположена деревня Лом.

## Данные водного реестра
По данным государственного водного реестра России относится к Верхневолжскому бассейновому округу, водохозяйственный участок реки — Волга от Верхневолжского бейшлота до г. Зубцов без р. Вазуза от истока до Зубцовского г/у. Речной бассейн реки — (Верхняя) Волга до Куйбышевского водохранилища (без бассейна Оки).
Код объекта в государственном водном реестре — 08010100411110000000534.